# دهنه میمند
دهنه میمند، روستایی از توابع بخش فارغان شهرستان حاجی‌آباد در استان هرمزگان ایران است.

## جمعیت
این روستا در دهستان فارغان قرار دارد و براساس سرشماری مرکز آمار ایران در سال ۱۳۸۵، جمعیت آن ۲۰۳ نفر (۵۸خانوار) بوده‌است.

## جغرافیای میمند
منابع دهنه میمند ورودی دهنه به تشگرد کوه بلند فارغانات می باشد که از غنی ترین درختان وگیاهان دارویی دار است ووجود باغهای نارنگی.انجیر.پرتقال.به.بادام.انگور.سیب.الوزرد وگونه های مختلف لبنیاتی از محلهای زیبا و منظرچشم نواز فارغانت محسوب میشود. وجود اشکفت اسلحه خانه در دل شکاف کو.وچند اسیاب ابی واسیاب بادی که این آسیاب بادی مخصوص این منطقه می شود.محقق تاریخی وزیست وابنیه آذین معتضد کیوانی
- «نتایج سرشماری عمومی نفوس و مسکن ۱۳۸۵». درگاه ملی آمار ایران. بایگانی‌شده از اصلی در ۱ ژانویه ۲۰۱۳. دریافت‌شده در ۱ ژانویه ۲۰۱۳.

-- منابع --
کتاب [نگاهی اجمالیِ برجغرافیایِ تاریخیِ فارغان زمین] شماره کتاب شناسی ۷۵۷۰۳۴۰ وشابک ۹۷۸-۶۲۲-۷۶۶۱-۰۹-۵ نام نویسنده آزین معتضدکیوانی.